# Hemarthria
Hemarthria là một chi thực vật có hoa trong họ Hòa thảo (Poaceae).

## Loài
Chi Hemarthria gồm các loài: